# Montsec (montagne)
Pour les articles homonymes, voir Montsec.

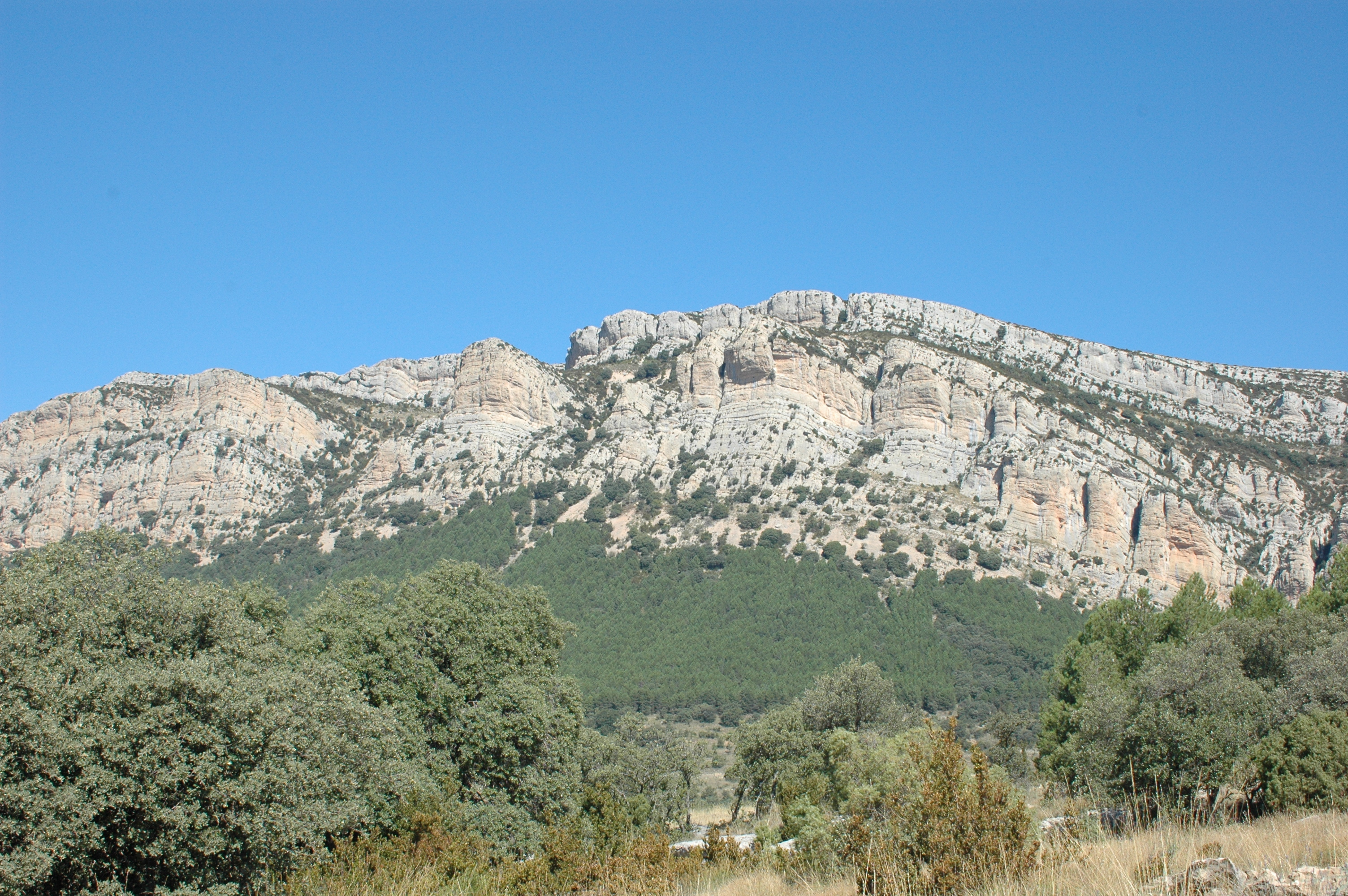
El Montsec d'Ares vu depuis Àger.

La serra del Montsec est une chaîne montagneuse calcaire d'environ 40 km de long et de 187 km2 de superficie située dans la province de Lérida (en Catalogne) et dans la province de Huesca (en Aragon) en Espagne.
La serra del Montsec fait partie des Pré-Pyrénées espagnoles.

## Géographie

### Topographie
La chaîne est parfaitement orientée est-ouest et deux rivières, la Noguera Ribagorzana et la Noguera Pallaresa, la coupent en deux en d'impressionnantes falaises (Pas de Terradets et Mont-Rebei).
Ces fleuves divisent la chaîne en trois sections (de l'ouest à l'est) :
- El Montsec d'Estall (en Aragon) ;
- El Montsec de Rúbies ;
- El Montsec d'Ares.

### Géologie
Le massif du Montsec est composé de roches sédimentaires datant du Crétacé supérieur et Paléocène, formant la limite sud de la zone sud-pyrénéenne. En deçà, plus au sud, commencent les « sierras marginales », série de plis tectoniques des Pré-Pyrénées qui s'étendent loin dans la direction sud jusqu'à Balaguer.